# Нґаї
Нґаї, Енгаї (масайська «Творець») — божество дощу масаїв, камба і кікую (Кенія).
У масаїв Нгаї є покровителем неба, громовиком і одночасно племінним богом війни, до якого войовничі масаї зверталися за допомогою під час своїх військових походів.
За уявленнями масаїв гуркіт грому — це голос Нґаї. Вони вірили, що бог живе на небесах, і в залежності від настрою, може поставати у двох подобах — Енгаї-Нарок («Чорний Нгаї»), який є добрим і сприятливим до людей і воїнів, або Енгаї-Наньок'є («Червоний Нгаї»), що є лихим і своєю зброєю-блискавкою здатен зашкодити і навіть вбити людей.
Ймовірно, від масаїв, ім'я божества було запозичене народами камба й кікую, в яких Нгаї відіграє роль класичного громовика африканської міфології, покровителя дощу. Усе, що з ним (дощем) пов'язане, — зливи, грім і блискавки, веселка, є, за віруваннями, проявами божества. Місцем перебування на землі (тимчасовим) Нгаї є гора Кенія (Кінья), що в перекладі з мови кікуйю означає «осяйна гора». 
У міфах указаних народів Нгаї виступає як культурний герой, деміург, що першим «розселив» людей на землі, навчив їх добувати залізо, встановив роди діяльності, зокрема, відвівши масаям бути скотарями, камба і кікуйю займатися землеробством, а людям ндоробо — полювати на звірів. 
Оскільки в більшості східно-африканських народів ідея верховного божества була оформлена не чітко, європейські місіонери, які крім навернення африканців до християнства, ретельно вивчали їхні мови, релігію та побут, за переклад слова Бог (верховний) для масаїв, камба і кікуйю узяли саме назву існуючого божества дощу Нгаї, що відтоді набуло саме такого значення.

## Джерело
- Котляр Е.С. Нгаи // Мифологический словарь: «Советская Энциклопедия», М., 1991, стор. 391-392 (рос.)